# Don Juan (2022)
Don Juan é um filme dirigido por Serge Bozon. Foi apresentado no Festival de Cannes 2022.

## Elenco
- Tahar Rahim : Laurent
- Virginie Efira
- Jehnny Beth
- Damien Chapelle
- Alain Chamfort

## Recepção
Na França, o filme tem uma nota média de 3,1/5 no AlloCiné calculada a partir de 22 resenhas da imprensa. No site agregador de críticas Rotten Tomatoes, 44% das 9 resenhas dos críticos são positivas, com uma classificação média de 6/10.
Em sua crítica no Screen Daily, 
Allan Hunter disse que "um elenco dos sonhos de Tahar Rahim e Virginie Efira adiciona seriedade e brilho comercial à interpretação melancólica e excêntrica de Serge Bozon de Dom Juan de Molière."